# Komornica
Komornica – wieś sołecka w Polsce położona w województwie mazowieckim, w powiecie legionowskim, w gminie Wieliszew.
W latach 1975–1998 miejscowość administracyjnie należała do województwa warszawskiego.
Komornica to miejscowość typowo wypoczynkowa, z dostępem do Zalewu Zegrzyńskiego oddalonego o około 1,5 km. wieś otaczają lasy i łąki. Na terenie Komornicy znajduje się hotel, sklep wielobranżowy i dom weselny połączony z dyskotekąpotrzebne źródło.
Kultura komornicka – najstarsze ślady osadnictwa na terenie gminy Wieliszew, datowane na 8000 lat p.n.e. W kilku stanowiskach archeologicznych w Komornicy znaleziono narzędzia krzemienne i inne artefakty. Kultura komornicka była jedną z najstarszych kultur w Europie, na obszarze dzisiejszej Polski, Niemiec, Danii i południowej Szwecji.